# وارپه
وارپه (به آلمانی: Warpe) یک شهر در آلمان است که در Grafschaft Hoya واقع شده‌است. وارپه ۷۹۸ نفر جمعیت دارد.